# Beyerskameren
De Beyerskameren zijn een rijksmonument in het Museumkwartier van de Nederlandse stad Utrecht.

## Beschrijving
Oorspronkelijk werden rond 1597 twaalf vrijwoningen aan de Lange Nieuwstraat gesticht door Adriaen Beyer en zijn echtgenote Alet Jansdogter om arme mensen een onderdak te geven. In 1599 waren de huisjes bewoonbaar. Omstreeks 1651 zijn er nog twee kameren in de aangrenzende Agnietenstraat aan toegevoegd. De bewoners kregen als preuves ook jaarlijks eten en brandstof uitgedeeld ter waarde destijds van 20 gulden.
In 1960 werden de Beyerskameren gerestaureerd en gemoderniseerd waarna een maandelijkse huurprijs van 50 gulden aan de bewoners werd gevraagd voor de bekostiging ervan. De preuve werd ook dat jaar gestopt. Tot minstens circa 1984 bestonden er regenten die de kameren bestuurden. Zij streefden naar een evenwichtige verdeling tussen katholieken en protestanten. Anno 2021 worden alle gezindten toegelaten en nieuwe bewoners betalen een maandelijkse huurprijs van circa 450 euro. Achter de meeste woningen bevindt zich een vrij ruime tuin.
In het midden van de Beyerskameren bevindt zich een poort die leidt naar de oorspronkelijke regentenkamer, waarboven een gevelsteen is aangebracht met de tekst:
D.O.M

DEN ARMEN GETROUW

ADRIAEN BEŸER HEEFT ONS 

GEFONDEERT EN ALET JANS

DOGTER ZŸN HUYSVROUW

A° 1597
Aan de Beyerskameren grenzen de Kameren Maria van Pallaes en het Universiteitsmuseum met de Oude Hortus.

## Afbeeldingen

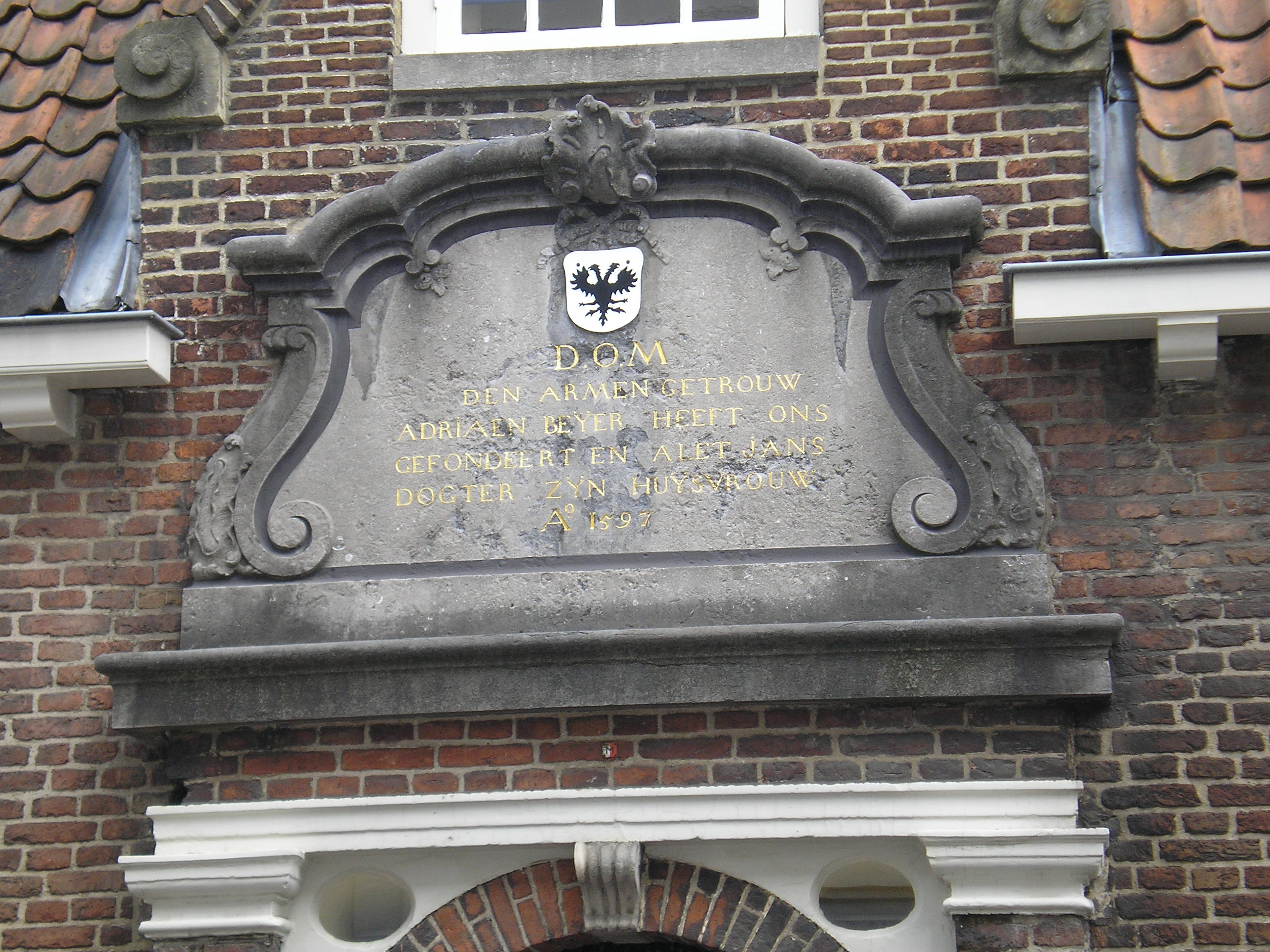
Gevelsteen
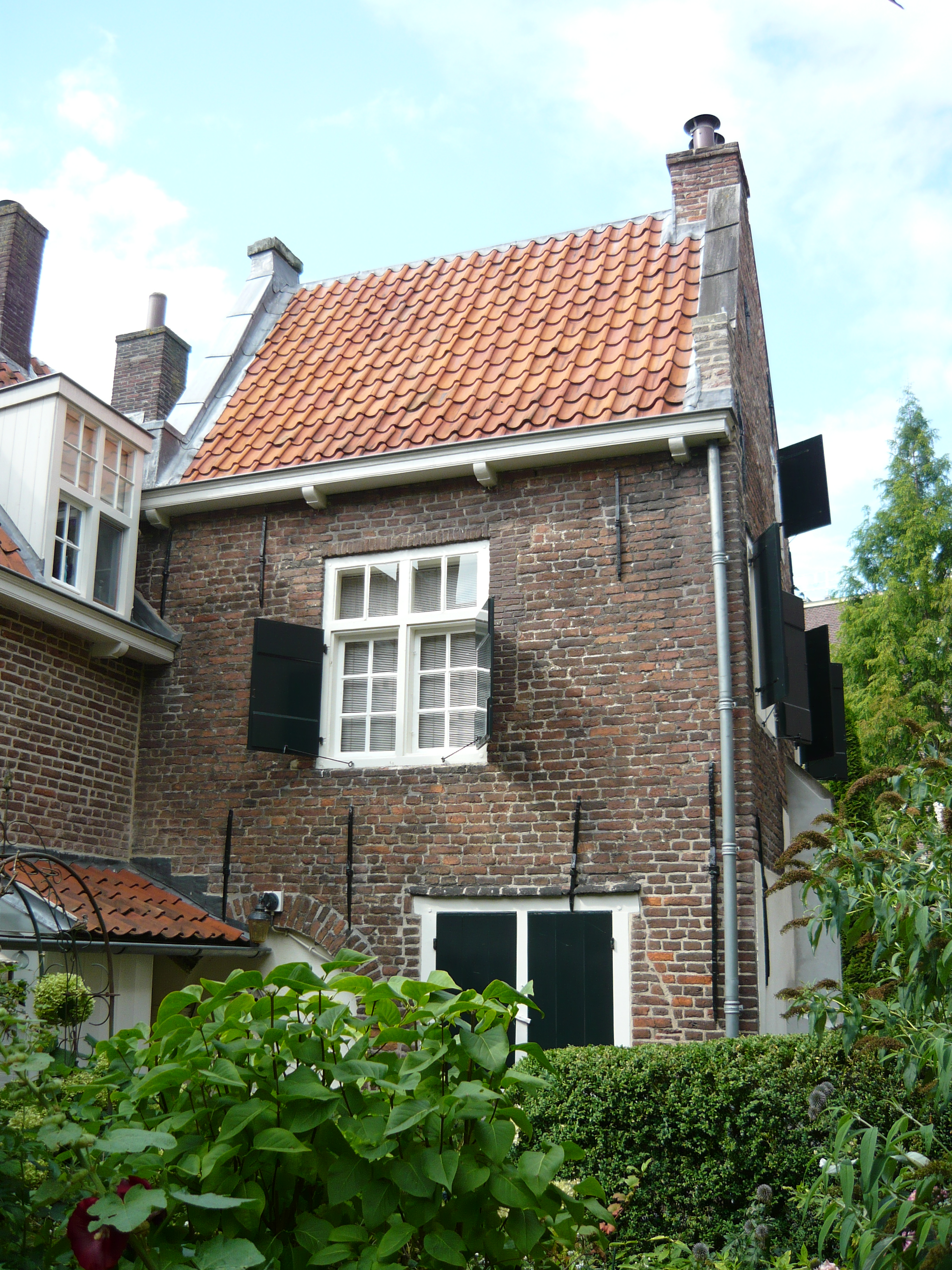
De regentenkamer is aan de achterzijde uitspringend ten opzichte van de achtergevels van de vrijwoningen
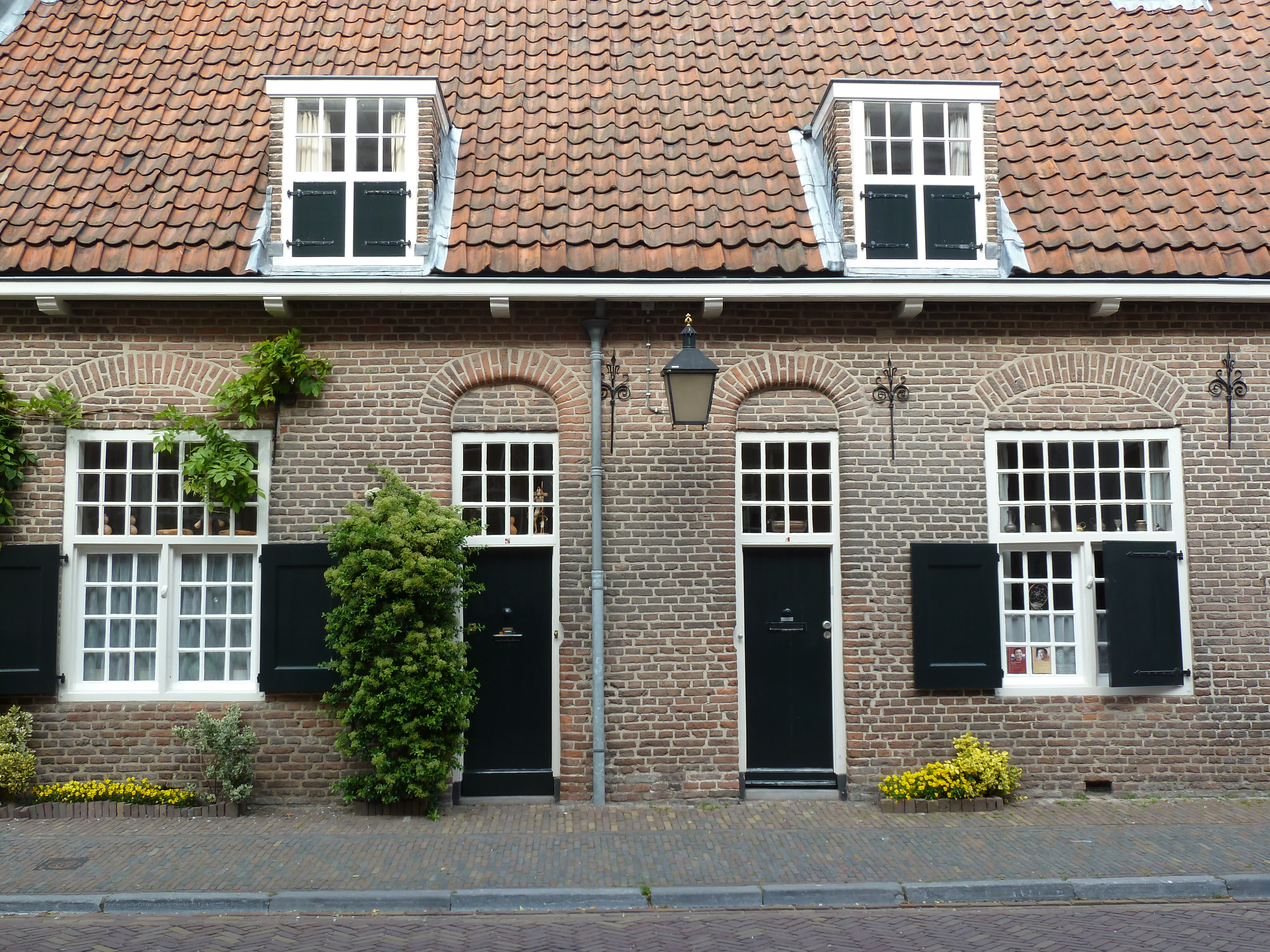
Noordelijkste kameren
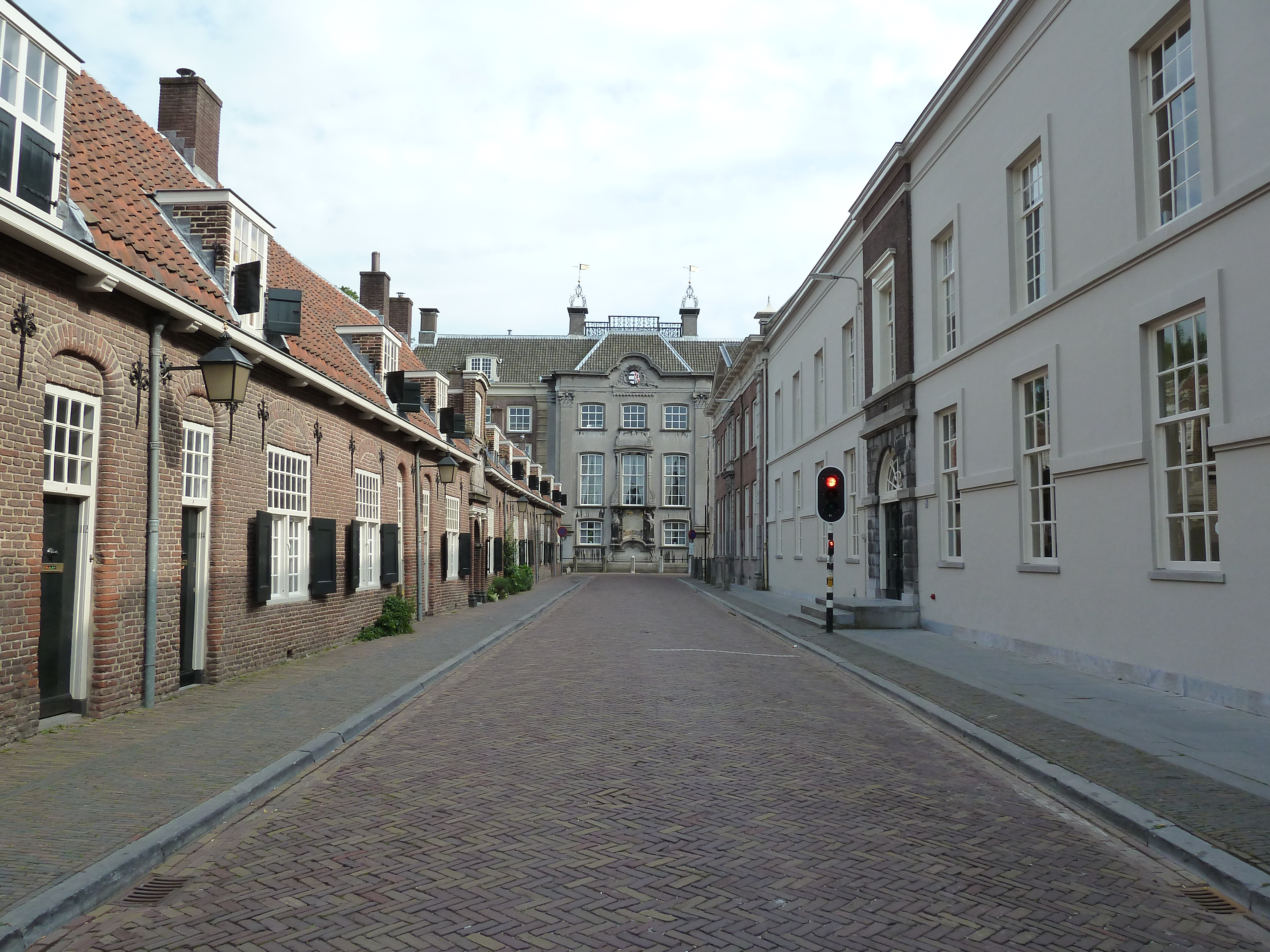
Situering in de Lange Nieuwstraat met in het midden de Fundatie van Renswoude